# Corythoxestis pentarcha
Corythoxestis pentarcha là một loài bướm đêm thuộc họ Gracillariidae. Nó được tìm thấy ở Réunion, Malaysia, và Sri Lanka. Ấu trùng ăn Coffea robusta và Amomum magnificum.